# Distrikt Pacaipampa
Der Distrikt Pacaipampa liegt in der Provinz Ayabaca in der Region Piura in Nordwest-Peru. Der Distrikt wurde am 2. Januar 1857 gegründet. Er hat eine Fläche von 970 km². Beim Zensus 2017 lebten 23.188 Einwohner im Distrikt. Im Jahr 1993 betrug die Einwohnerzahl 23.995, im Jahr 2007 24.760. Verwaltungssitz ist die 1967 m hoch gelegene Kleinstadt Pacaipampa mit 1527 Einwohnern (Stand 2017). Pacaipampa liegt 40 km südlich der Provinzhauptstadt Ayabaca.

## Geographische Lage
Der Distrikt Pacaipampa liegt in der peruanischen Westkordillere im Südosten der Provinz Ayabaca. Er hat eine Längsausdehnung in NW-SO-Richtung von etwa 50 km sowie eine maximale Breite von etwa 25 km. Die östliche Distriktgrenze verläuft entlang der kontinentalen Wasserscheide. Das Gebiet wird nach Nordwesten über den Río Quiroz zum Río Chira hin entwässert.
Der Distrikt Pacaipampa grenzt im Westen an die Distrikte Frías und Lagunas, im Norden an den Distrikt Ayabaca, im Osten an den Distrikt El Carmen de la Frontera, im Südosten an den Distrikt Huancabamba sowie im Südwesten an die Distrikte Lalaquiz, Yamango und Chalaco.